# Beifeng, Hebei
Beifeng (kinesiska: 北峰镇, 北峰) är en köping i Kina. Den ligger i provinsen Hebei, i den norra delen av landet, omkring 420 kilometer söder om huvudstaden Peking. Antalet invånare är 33 111. Befolkningen består av 16 499 kvinnor och 16 612 män. Barn under 15 år utgör 25,0 %, vuxna 15-64 år 67 %, och äldre över 65 år 7,0 %.
Genomsnittlig årsnederbörd är 630 millimeter. Den regnigaste månaden är juli, med i genomsnitt 207 mm nederbörd, och den torraste är januari, med 3 mm nederbörd.